# Taks-familien
Taks-familien (Taxaceae) er en plantefamilie, der består af arter, som er stedsegrønne træer med flade, linjeformede nåle. Harpiks findes ikke i veddet, men derimod i små kirtler i nålene. Planterne er tvebo, og frøet ligner et bær, fordi det er omgivet af et kødfuldt skæl. Taks-familien henregnedes tidligere til en egen orden, Taks-ordenen (Taxales) men regnes nu med til Gran-ordenen (Pinales).
| Slægter |

- Austrotaxus
- Pseudotaxus
- Taks (Taxus)